# Uwe Nittel

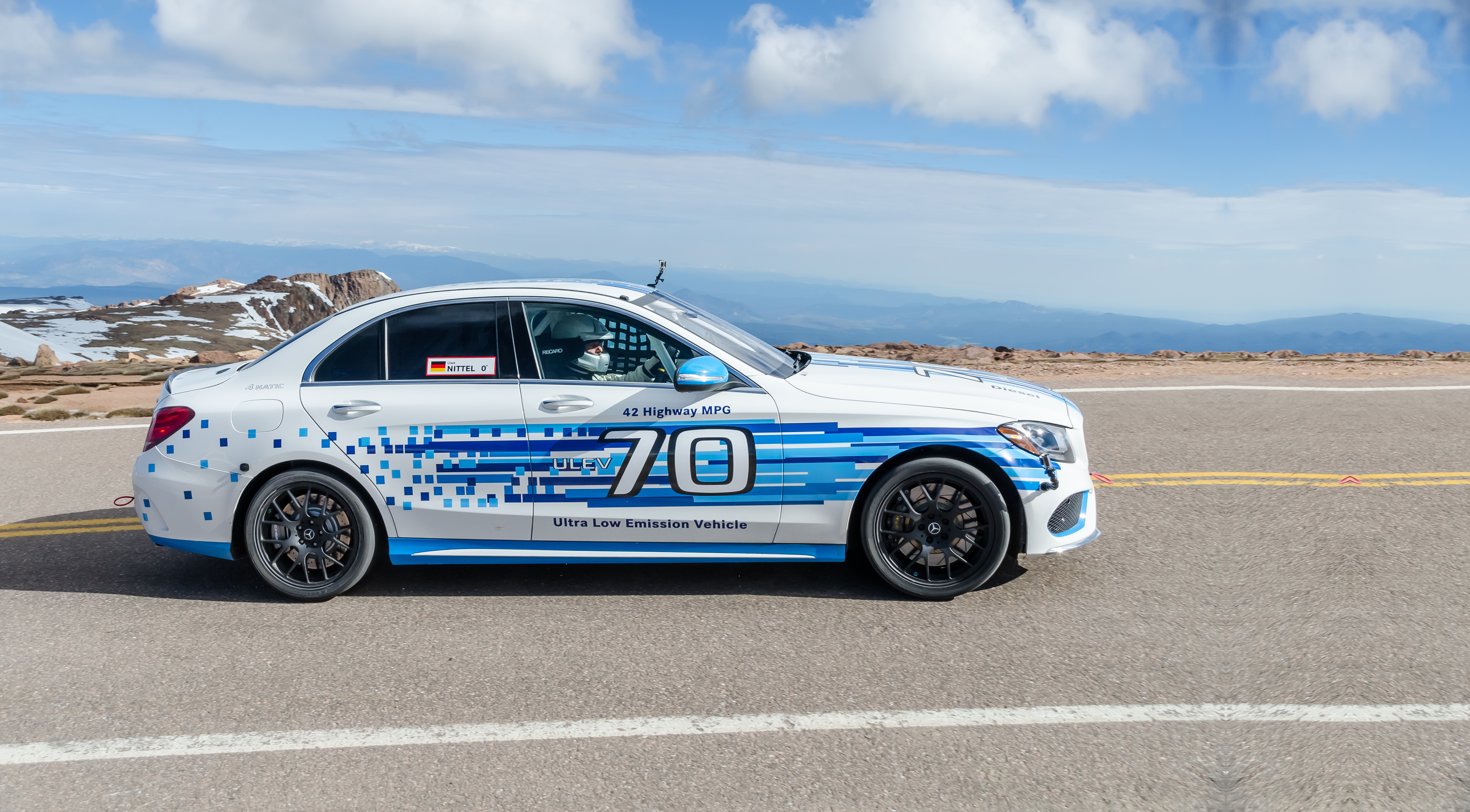
Uwe Nittel na závodě Pikes Peak 2015

Uwe Nittel (* 29. května 1969 v Michelbach an der Bilz) je německý automobilový závodník a podnikatel.

## Kariéra
Uwe Nittel začal svou motoristickou kariéru v roce 1988 v automobilovém slalomu a o rok později pak přešel do rally.
V letech 1990 a 1991 startoval za tým ADAC Junior Rallye Team Württemberg s vozy Opel v German Rally Trophy. V roce 1991 vyhrál ADAC Rallye Junior Cup. Od roku 1992 začal jezdit německé mistrovství v rally (DRM), první rok jezdil s vozem Opel Kadett GSI 16V, později přešel na Ford Sierra RS Cosworth 4x4, a to až do roku 1994. S tímto vozem s roku 1994 umístil nejlépe v DRM (celkové šesté místo).
V roce 1995 závodil se soukromou Toyotou Celica GT-Four ve třídě N4 (PWRC) v mistrovství světa v rally (WRC) a sezónu zakončil na osmém místě. V následující sezoně se stal továrním jezdcem Mitsubishi Ralliart a do konce roku 1998 jezdil ve WRC, navigován Christinou Thörnerovou . V tomto období dosáhl Nittel svých největších rallyových úspěchů, když v roce 1996 vyhrál titul vicemistra světa skupiny N PWRC s vozem Mitsubishi Lancer Evo III. V roce 1997 skončil na 17. místě absolutně, což je jeho nejlepší výsledek ve WRC.
Po sezóně 1998 Nittel opustil tovární tým Mitsubishi a v letech 1999, 2000 a 2008 jezdil za soukromé týmy ve WRC. Ve své poslední sezóně WRC skončil celkově 23. v rámci PWRC. Nejlepších výsledků v soutěžích MS dosáhl v Argentinské rally a Acropolis Rally v roce 1996 a v Katalánské rallye v roce 2000, ve všech případech šlo o vítězství v klasifikaci N4.
V letech 2002 až 2015 startoval především s vozem Mercedes-Benz 190E 2.5 16V nebo Mitsubishi Lancer Evo IX v různých národních i mezinárodních soutěžích. Kromě několika celkových vítězství obsadil také několik pozic v první desítce.
Souběžně s rallye byl Uwe Nittel v letech 1992 až 2018 pravidelným účastníkem 24 hodinového závodu na Nürburgringu. V roce 2007 dojel společně se svými týmovými kolegy na celkovém sedmém místě s vozem Ruf Porsche 996 GT3-R, což je jeho maximum v tomto závodě.
V letech 2010 a 2011 závodil v mistrovství Evropy tahačů. Ve své první sezóně skončil v tahači Freightliner devátý a v následujícím roce skončil celkově sedmý, tentokrát s tahačem MAN. V roce 2011 vyhrál spolu Antoniem Albacetem pohár týmů, sám se pak umístil sedmý absolutně.
V roce 2011 jel společně s Oliverem Mayerem za tým Black Falcon s vozem Mercedes-Benz SLS AMG GT3 v závodě ADAC GT Masters na Sachsenringu.
V roce 2015 startoval jako tovární jezdec Mercedesu s vozem Mercedes-Benz C 300 d 4MATIC v legendárním závodě do vrchu Pikes Peak . S časem 11,37 minuty o dvě minuty překonal dosavadní rekord trati dieselových vozů.
Od roku 1999 Uwe Nittel provozuje a vlastní autoškolu. Je ženatý, má dva syny a žije v Adelmannsfeldenu.